# Neyma
Neyma Júlia Alfredo, mais conhecida como Neyma (Maputo, 6 de maio de 1979), é uma cantora moçambicana.

## Carreira
Em em 1995, obteve o 2º lugar no show de novos talentos Fantasia. Depois, começou a se apresentar em escolas e clubes nocturnos.
Em 1999, lançou seu primeiro álbum, Brigas, com os singles “Brigas”, “Mãe, Virtude mais Bela” e o sucesso ”Praia Feliz”. Depois vieram os álbums Baila (2000) e Renascer (2001).
O quarto álbum demorou quatro anos para sair. Arromba (2005), no entanto, levou-a ao reconhecimento internacional. No início de 2010, ela lançou um novo álbum, Neyma 10 Anos, comemorando uma década de carreira.

## Prêmios e indicações
- BCI Mozambique Music Awards 2013[2]
  - Melhor Música Ligeira
  - Música mais popular
  - Melhor Artista Feminino
  - Artista mais popular
- BCI Mozambique Music Awards 2010[3]
  - Artista mais popular
- Mulher mais sexy de Moçambique,[4] 2011
- Mulher mais bonita de Moçambique,[5] 2012
- BCI Mozambique Music Awards 2009[3]
  - Artista mais popular
- Melhor artista na Afro Music, 2007
- Nomeação para o Channel’O music awards, 2006
- Canção mais popular do top feminino, 2004
- Música mais popular do Ngoma Moçambique, com “Lirandzu”, 2002

## Discografia
- Brigas  (1999)
- Baila  (2000)
- Renascer  (2001)
- Arromba  (2005)
- Idiomas  (2006)
- Neyma 10 Anos (2010)